# Пейкер, Иван Иванович
Пейкер Иван Иванович (21 февраля (5 марта) 1819 ― 5 (17) июля 1864, Воцлавек) ― вологодский вице-губернатор, статский советник.

## Биография
Из лифляндского дворянского рода. Шестой из восьми сыновей сенатора И. У. фон Пейкера от первого его брака. Внук майора Юстуса Христиана фон Пейкера (1758—1814) служившего частным приставом Риги в конце XVIII в. Младший брат писателя Н. И. Пейкера. Двоюродный племянник сенатора Е. Ф. фон Брадке по женской линии.
Образование получил в Дворянском полку. По экзамену, из воспитанников произведён прапорщиком 3-й гренадерской артиллерийской бригады 2 (14) августа 1843; произведён, на вакансию, в подпоручики 3-й гвардейской и гренадерской артиллерийской бригады 26 марта (7 апреля) 1844; участвовал в кампании 1844 Кавказской войны в составе сводного отряда под командой ген.-лейтенанта В. И. Гурко; назначен адъютантом к нему же, начальнику Главного штаба войск, на Кавказе находящихся, ген.-лейтенанту В. И. Гурко, с переводом в Нижегородский драгунский полк поручиком 25 февраля (9 марта) 1845; за отличие, оказанное в делах против горцев, объявлено монаршее благоволение 24 марта (5 апреля) 1845; участвовал в кампании 1845 Кавказской войны, в т. ч. в сражении у с. Анди и Сухарной экспедиции; за отличие, оказанное при занятии с боя Андийских высот, приказом главнокомандующего Отдельным Кавказским корпусом, ген.-адъютанта, графа М. С. Воронцова, произведён в штабс-капитаны Нижегородского драгунского полка, с оставлением в адъютантской должности; пожалование высочайше утверждено 9 (21) августа 1845, со старшинством с 14 (26) июня 1845; в том же — 1845, за отличие в делах против горцев, пожалован орденом Святой Анны 3 степени с мечами и бантом. После назначения ген.-лейтенанта В. И. Гурко начальником Главного штаба всех резервных и запасных войск гвардии и армии (01.01.1845) из штабс-капитанов того же, именовавшегося Нижегородским драгунским Его Королевского Высочества наследного принца Виртембергского, полка, переведён в Лейб-Кирасирский Его Императорского Высочества Наследника Цесаревича полк с переименованием в штабс-ротмистры 17 (29) апреля 1846; переведён в Лейб-гвардии Кирасирский Его Величества полк поручиком 31 марта (12 апреля) 1848; во время Венгерской кампании 1849 с полком участвовал в походе к западным границам Российской империи и, в том же году, произведён на вакансию в штабс-ротмистры; назначен адъютантом командующего Гвардейским пехотным корпусом, ген.-адъютанта, ген.-лейтенанта графа С. П. Сумарокова 11 (23) декабря 1849; уволен в отпуск на четыре месяца в Германию, к Швалбахским и Пирмонтским водам 26 апреля (8 мая) 1851; уволен от службы, для определения к статским делам, с награждением чином надворного советника 22 февраля (5 марта) 1852.
Был в отставке с 1852 по 1855 год. Жил в С.-Петербурге. В период отставки в семье родились две старшие дочери.
Из отставных определён в службу, по ведомству М-ва внутренних дел, и. д. вологодского вице-губернатора с 14 (26) декабря 1855; пожалован, за отличие, в коллежские советники 1 (13) января 1858; в июне 1858 — в числе гражданских чиновников, сопровождавших Александра II при проезде им Вологды по пути в Архангельск, руководил постройкой Триумфальных ворот и устройством новых городских бульваров, заложенных в честь приезда императора, тогда же представлен Его Величеству и приглашен к столу императора; пожалован орденом Святого Станислава 2 степени 26 августа (7 сентября) 1858; утверждён в должности 1 (13) января 1859; в декабре 1858 (по другим сведениям — в январе 1859) в Англии родилась младшая дочь Александра, уволен в отпуск, за границу, на 29 дней, с 14 (26) февраля 1859; ВП от 31 мая (12 июня) 1861 за № 17, по ведомству М-ва внутренних дел, производится, за отличие, в статские советники, со старшинством с 1 (13) января 1861; ВП от 30 марта (11 апреля) 1862 за № 12, по ведомству М-ва внутренних дел, отставлен от должности и причислен к министерству; тем же приказом преемником назначен статский советник Н. В. Лавров.
Состоял при министерстве в 1862—1863 годах. Фактически находился с семьей и на лечении за границей (страдал заболеванием глаз): ВП от 8 (20) июня 1862 за № 24, по ведомству М-ва внутренних дел, уволен в отпуск за границу на 6 месяцев; приказом министра внутренних дел от 18 (30) мая 1863 за № 21 уволен от службы, по болезни, с 26 апреля (8 мая) 1863.
Был в отставке с апреля 1863 по март 1864 года. После подавления Польского восстания и введения в действие, Высочайшим указом от 19 февраля (2 марта) 1864, новых положений об устройстве Царства Польского, в том числе «Положения об устройстве быта крестьян в Царстве Польском», вернулся на службу в число чиновников, назначаемых правительством для реализации реформ в Польше, разработанных статс-секретарем Н. А. Милютиным.
Из отставных определён в службу, с причислением, сверх штата, к чиновникам Статс-секретариата Царства Польского в С.-Петербурге, и с откомандированием в Варшаву, в распоряжение Учредительного комитета Царства Польского 31 марта (12 апреля) 1864; по прибытии в Варшаву с Н. А. Милютиным, назначен членом Учредительного комитета ЦП; постановлением Учредительного комитета ЦП от 4 (16) апреля 1864, назначен председателем Влоцлавской комиссии по крестьянским делам, в ведении которой находились Влоцлавский, Гостынский и Ленчицкий (за исключением части, входящей в состав Лодзинского военного округа, которая была подчинена Пиотрковской комиссии) уезды Варшавской губернии. Отправившись с чиновниками комиссии в Воцлавек, приступил к реализации положений указа от 19 февраля 1864.
Прослужил в той должности три месяца. В числе нескольких влоцлавских чиновников, их дам (жена самого Пейкера с дочерями в это время находилась в Европе), и офицеров Александрийского гусарского полка, товарищем Влоцлавского военного отдела, 3-го драгунского Новороссийского Е. И. В. великого князя Владимира Александровича полка майором Ф. А. Шварцем, был приглашен на прогулку и чаепитие. В числе четырех из десяти приглашенных персон трагически погиб вечером 5 (17) июля 1864, утонув во время обратной переправы через р. Вислу на лодке «Утопия» (sic!), перевернувшейся близ берега; тело было обнаружено через два дня в нескольких милях от Воцлавека. Похоронен там же; панихида по усопшим служилась в Варшаве 13 июля; ВП от 11 (23) августа 1864 за № 26, по ведомству Статс-секретариата Царства Польского, исключен из списков умершим. Сообщения о крушении были опубликованы в «Русском инвалиде», «Московских ведомостях», «С.-Петербургских ведомостях», «Колоколе» и др. Польская шляхта Гостынского уезда «с необузданной радостью приняла известие о смерти г.г. Пейкера и Шварца, и с бокалами шампанского в руках поздравляла друг друга с этим желанным событием»

## Семья
- Жена — Мария Григорьевна, урождённая Лашкарёва (01.04.1827, Витебск — 28.02.1881, С.-Петербург) — общественный деятель, благотворительница, публицист, переводчица, религиозный издатель-просветитель. Дочь сенатора Г. С. Лашкарёва. Видный член С.-Петербургского дамского попечительного о тюрьмах комитета; с 5 (17) октября 1872 — учредительница и директор-попечительница благотворительного «Убежища имени Её Императорского высочества принцессы Евгении Максимилиановны Ольденбургской для женщин, отбывших наказание в С.-Петербургских местах заключения» (с 1872 по 1883 — С.-Петербург, 9-я линия В.О., д. Логиновых, № 18; с 1883 — наб. р. Монастырки, собственный 2-этажный, а позднее 3-этажный, с пристройками, дом[28]). Много лет жила в Европе, преимущественно в Англии, в том же — 1872, была членом Международного тюремного конгресса в Лондоне. С 1874 — видный член религиозного течения евангельских христиан «пашковцев» в С.-Петербурге («Пашковского Согласия»); с 1875 по 1881 — учредительница и редактор-издатель иллюстрированного духовно-нравственного ежемесячного журнала (газеты) «Русский рабочий», печатного органа «пашковцев», издававшегося с предварительной цензурой; с 1876 — член С.-Петербургского общества поощрения духовно-нравственного чтения; с 1860-х — член Лондонского общества религиозных трактатов. Знакомая и корреспондент Л. Н. Толстого, Н. С. Лескова, А. И. Герцена и многих др. лиц. В браке с И. И. Пейкер имела трёх дочерей.
- Дочь – Мария Ивановна Пейкер (25.10.1852, СПб.[29] — 11.07.1911, Нойенар, Германия[30]), девица. Кандидатка С.-Петербургского Николаевского сиротского института, курса не окончила[31]. Член Императорского женского патриотического общества[32].
- Дочь — Надежа Ивановна Пейкер (24.01.1854, СПб.[33]—11.12.1913), девица. Воспитанница С.-Петербургского Николаевского сиротского института (вып. 1875; 4-я награда книгой), педагог; в 1882 получила институтскую денежную награду за 6-летние занятия воспитанием и обучением детей в частных домах[34]. Впоследствии служила, по ведомству М-ва народного просвещения, главной надзирательницей Самаркандской женской гимназии; награждена серебряной медалью «За усердие», для ношения на груди, на Станиславской ленте (18.11.1903) и золотой медалью «За усердие», для ношения на груди, на Аннинской ленте (24.04.1908); уволена от службы, по прошению, по болезни, с 1 (14) июня 1911[35].
- Дочь — Александра Ивановна Пейкер (12.1858, Лондон — 1935, Ленинград) — девица. Общественный и религиозный деятель, педагог, переводчица, публицист; оперная и хоровая певица; видный представитель евангельской церкви в России, «духовная» целительница, религиозная просветительница и проповедница. Получила музыкальное образование в Англии и Франции, обладала ярким оперным талантом и намечалась в солистки оперной труппы Императорских театров. Под влиянием служения матери стала видным членом религиозного течения евангельских христиан «пашковцев» в С.-Петербурге («Пашковского Согласия»). Ближайший помощник матери в издании ж-ла «Русский рабочий», а после её смерти, с 1882 по 1886 — издатель-редактор журнала до его запрещения[36]. Руководила музыкальной жизнью во дворцах княгинь Натальи и Софьи Ливен, княгини В. Ф. Гагариной, а также у барона П. Н. фон Николаи́ в Монрепо под Выборгом. Помогла найти духовное утешение ослепшей великой княгине Александре Иосифовне, выступала в Мраморном дворце. Была известна чтением «духовных лекций» в старших классах Высших женских педагогических курсов, Смольного института, на собраниях Русского студенческого христианского движения. Видный член Русского евангельского союза. Автор переводов музыкальных гимнов и сочинений для сборников песнопений евангельских богослужений. Учредитель и владелица книгоиздательства «Рука Помощи», выпускавшего миссионерскую литературу, член Российского библейского общества. Миссионерка, подвижница, «диаконисса» и переводчица собраний евангелистов. Сестра милосердия; в 1910-х — надзирательница Ольгина приюта для бедных графини В. Б. Перовской (Литейная часть, ул. Спасская, 14); с.-петербургская домовладелица (1901—1903; Литейная часть, ул. Спасская, 14). Солистка и участница хора «Дома Евангелия» в С.-Петербурге.

## Отзывы
Воспоминания о жизни семьи Пейкеров в Вологде оставил известный вологодский уроженец и педагог Н. Ф. Бунаков: «Вскоре после переселения в Вологду я увлекся той обличительной литературой, той газетной гласностью, которая тогда шумно действовала на Руси. Первым поводом к тому было мое столкновение с вице-губернатором И. И. Пейкером. Пейкер, еще молодой и неглупый человек, был расположен ко мне, узнавши меня еще в Тотьме, куда приезжал для ревизии по поручению губернатора. В одном случае он позволил себе дерзкую выходку, к которым вообще был склонен при безрассудной горячности характера, причем иногда попадал в смешное положение. Про него рассказывали такой забавный анекдот. Мелкий чиновник губернского правления, возражая советнику, выразился: «Да что, Сергей Васильевич, и говорить: у сильного всегда бессильный виноват!» Советник пожаловался вице-губернатору. «Позвать его сюда!» Позвали. «Как вы смели советнику сказать, что у сильного всегда бессильный виноват?» «Помилуйте, Иван Иванович, это не я сказал, это сказал Крылов!» «Так по-о-озвать сюда Кр-кр-крылова!» – крикнул горячий начальник, заикаясь (он был отчаянный заика), не сообразив в раздражении, что требует на расправу самого баснописца – дедушку Крылова. Вот этот-то вспыльчивый господин позволил себе дерзость по отношению ко мне и я пригрозил ему печатью, и действительно напечатал в «Московских ведомостях» (Корша, 1859 года) статейку «Рассказы из вседневной жизни» под псевдонимом «Северянина», изложив разные курьезные случаи из вологодской жизни, из которых два-три задевали Пейкера, а прочие – других местных тузов, жандармского штаб-офицера, полицеймейстера, князя Гагарина, большого барина, проживавшего в Вологде в ссылке за разные дебоши и безобразничавшего здесь вовсю <…> надо мной разразилась гроза всеобщего негодования, которая, однако же, не испугала меня <…> В Вологде в это время усилился наплыв ссыльных, между которыми были люди интересные <…> и студенты других университетов <…> появилось много ссыльных поляков <…> Все это пестрое пришлое население «политических страдальцев» образовало один кружок, к которому приставала и местная молодежь. За этим кружком зорко наблюдал новый жандармский штабс-офицер, в это время приехавший в Вологду, полковник Н. Е. Зорин, очень толстой корпуленции, но очень тонкого ума и характера, притом несомненно умный, начитанный и даже симпатичный человек. Зато к этому кружку благосклонно относился вице-губернатор Иван Иванович Пейкер, а особенно его либеральная жена, Марья Григорьевна Пейкер. Это была живая миниатюрная барыня, блиставшая остроумием и способностью подчинять себе самых неукротимых людей – все делались послушными и мягкими исполнителями ее воли, когда она этого хотела <…> На Западе из Марьи Григорьевны Пейкер вышла бы видная политическая деятельница в роде m-me Адан, но в России в конце концов из нее вышла только... ханжа: через несколько лет она ударилась в весьма дешевый мистицизм и стала издавать весьма изящную иллюстрированную газету «Русский рабочий» с целью просвещать русских рабочих не столько умственно, сколько нравственно. Эта поучительная и довольно приторная по ее нравоучительной подкладке газета стоила только один рубль в год, но все-таки, конечно, не доходила до рабочих и мирно скончалась, не только не выполнив своей миссии, но даже и не положив начала такому выполнению. Ссыльные поляки состояли под покровительством губернатора Хоминского, которому удалось устроить в Вологде католический костел в особом, для того купленном доме. Между Пейкерами и Зориным началась война, сперва глухая, потом открытая. Воевать с губернатором, свитским генералом, лично известным государю, «тонкий толстяк» не решался. Марья Григорьевна Пейкер не только принимала, но даже привлекала в свой салон политических ссыльных, а упомянутый Пржибыльский и симпатичный Бекман пользовались ее особым вниманием как люди, действительно замечательные <…> У Пейкер он читал лекции, слушать которые собиралась вся вологодская знать: тогда естественные науки входили в моду, которая продолжалась лет десять <…> Зорину удалось-таки, не без помощи лукавого Хоминского, победить и Пейкера, который совершенно неожиданно был «причислен к министерству» и должен был выехать из Вологды. Хотя этот выезд был в некотором роде триумфом для огорченного вице-губернатора, потому что сопровождался всевозможными овациями, все-таки карьера его была испорчена. Через несколько лет он получил было какое-то место в западных губерниях, но вскоре потонул, купаясь в какой-то реке, а Марья Григорьевна ударилась в мистицизм и ханжество»

## Материалы к биографии
Помещик Череповецкого уезда Новгородской губернии. С началом крестьянской реформы 1861 года за ним, в том же — 1861, благоприобретённое недвижимое имение, состоящее в сельцах: Матвеевском, Семёновском, Костинском, Братцове, Кичине, — в деревнях: Пыряевой, Слизовой, Новой, Шигоевой, Копосихе, Мусоре, Деминской, Якимовской, Дрыблеве, Кичине, Осташковой, — в нескольких десятках при них пустошей, пожней и наволоков, в коем, по 10-й ревизии — 1858, было всего 237 дворовых и крестьянских душ муж. пола, с их семействами, с господскими домами и со всеми другими строениями, да земли разного качества в тех сельцах, деревнях, пустошах, пожнях и наволоках, всего 4006 десятин 31787,5 сажень.